# Маховский, Мариан
Мариан Маховский (1 октября 1932 — 5 января 2022) — польский футболист и учёный, специализировался в области горнодобывающей промышленности и горнодобывающей техники. Как футболист, он играл на позиции правого нападающего, проведя большую часть своей карьеры в «Висла Краков». Он сыграл один матч за сборную Польши в 1956 году.

## Карьера игрока
Маховский родился в Кракове 1 октября 1932 года в семье футболиста, игравшего за местный клуб «Лауда» (ныне — «Гарбарня»). Он жил со своей семьёй в районе Людвинов, а затем — Казимеж. После Второй мировой войны он стал игроком молодёжного состава клуба «Надвислан Краков», затем он присоединился к «Висле». В «Висле» Маховский сначала играл за резервную команду, а затем, с 1953 года — за основную команду. Он провёл 194 матча, забив 17 голов, из которых 181 матч и 14 голов — в лиге. Он сыграл один матч за сборную Польши в 1956 году, его команда проиграла Болгарии со счётом 2:1 во Вроцлаве. Он закончил свою карьеру в клубе польских эмигрантов «Иглс» из Чикаго.
Маховский был известен своей выносливостью, скоростью и креативностью. Gazeta Krakowska назвала его «храбрым, неустанным и агрессивным».

## Дальнейшая жизнь
После ухода из футбола Маховский стал тренером в своём бывшем клубе «Висле», возглавлял резервную и юношескую команды. В конце 1960-х он также был помощником тренера первой команды Мечислава Грача.
Будучи футболистом, Маховский окончил Горно-металлургическую академию и стал учёным, специализировался в области горнодобывающей промышленности и горного оборудования. Он получил различные награды и знаки отличия за свою преподавательскую и исследовательскую работу в области охраны памятников, в том числе золотой Крест Заслуги. Он опубликовал 72 научные работы и зарегистрировал семь патентов.
Маховский умер 5 января 2022 года в возрасте 89 лет.